# Nicki Parrott
Nicki Parrott (Newcastle, 1970 –) ausztrál nagybőgős, dzsesszénekesnő.
| Nicki Parrott                             | Nicki Parrott                             |
| Kattints az alábbi külső linkek egyikére! | Kattints az alábbi külső linkek egyikére! |
| ----------------------------------------- | ----------------------------------------- |
| Nem található szabad kép.(?)              |                                           |
| külső link · jogvédett                    | Nicki Parrott                             |

## Pályakép
Négyéves korában zongorázni kezdett, aztán furulyázni tanult. Tizenöt éves korában kezdett bőgőzni. A középiskola elvégzése után az Sydney-ben, az Új-Dél-Wales-i Konzervatóriumban tanult.
1994-ben New Yorkba költözött és ott basszusgitárt tanult. Tanárai között volt Rufus Reid, Ray Brown és John Clayton is.
Több évig basszusgitározott és vokálozott egy manhattani R&B együttesnél.
Repertoárján főleg dzsessz-sztenderdek vannak az Autumn Leavestől a Moon Riverig.
- Állítólag a nagybőgő nem a legnőiesebb hangszer. Ezt cáfolja a világsztár Esperanza Spalding, de korábban már Nicki Parrott is ellenvéleményt jelentett be, továbbá ő is kellemes hangon énekel a bőgőzéshez.

## Lemezek
- Live at the Jazz Corner (2012)
- Do It Again (2009)
- Moon River (2008)
- People Will Say We're in Love (2007)
- Awabakal Suite (2001)
- Angel Eyes
- Autumn Leaves
- Black Coffee
- Burt Bacharach Song Book
- Can't Take My Eyes Off You
- Christmas Best
- Dear Blossom
- Fever
- Fly Me to the Moon
- From New York to Paris
- It's a Good Day
- Kareha
- La Vie En Rose
- Last Time I Saw Paris
- Like a Lover

## Díjak
- Best Vocal Album, Swing Journal, Moon River, 2007; Fly Me to the Moon, 2008
- Golden Disc Award, Swing Journal, Black Coffee, 2010